# Bor (obwód homelski)
Bor (biał. Бор; ros. Бор, Bor) – wieś na Białorusi, w obwodzie homelskim, w rejonie kormańskim, w sielsowiecie Kamienka.